# 황돔속

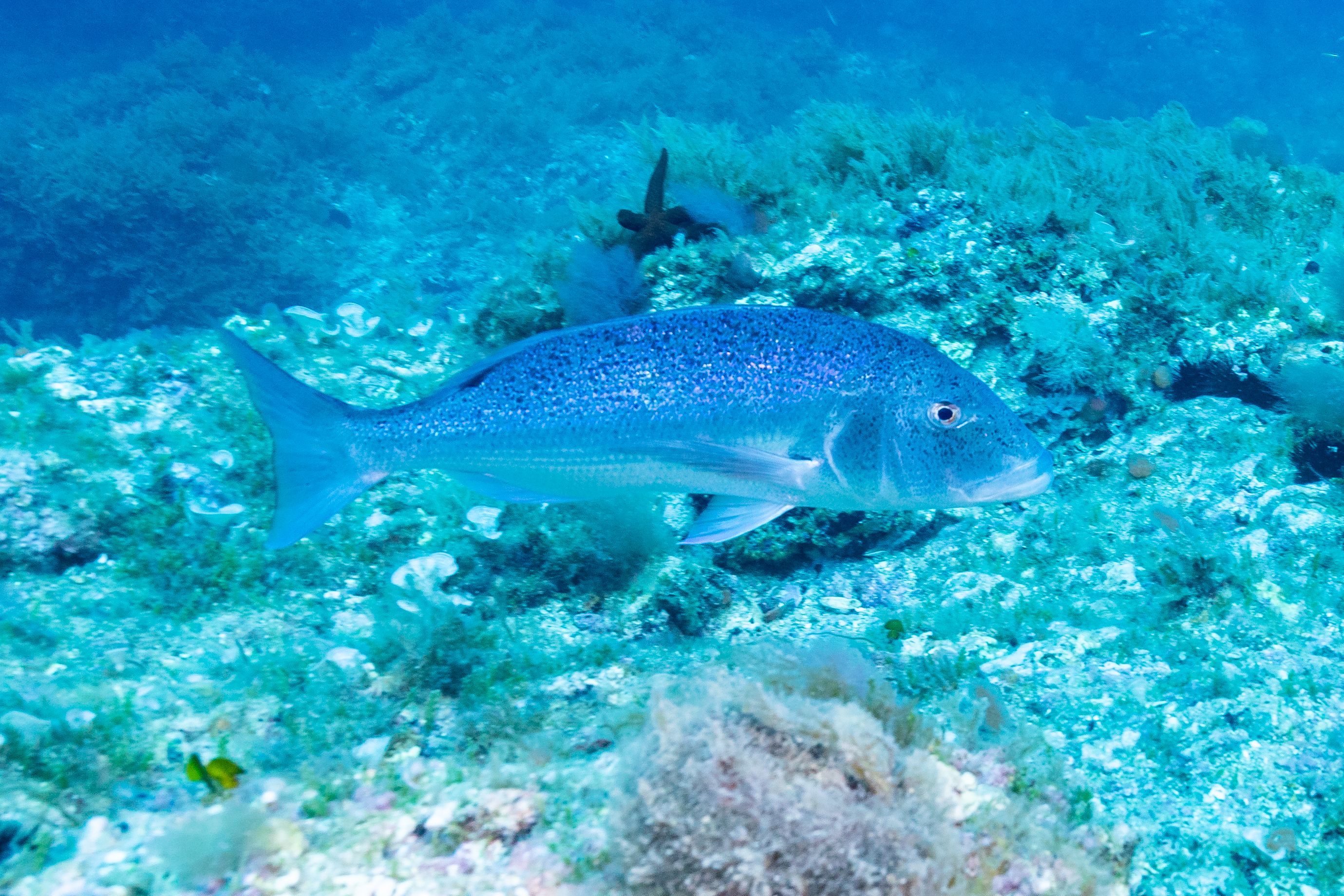

황돔속은 도미와 같은 가오리 지느러미를 그진 물고기를 포함한 도미과의 속(屬)이다. 이 속에 포함한 물고기는 동쪽 대서양, 동쪽 인도양, 서부 태평양에 분포해 있다.

## 분류와 어원
황돔속은 1814년 프랑스의 동물학자 조르주 퀴비에(Georges Cuvier)에 의해 최초로 기술되었고, Sparus Dentex와 같은 종이라고 했다.
S. Dentex는 1758년 칼 린네(Carl Linnæus)의 Systema naturæ에서 묘사되었다. 다섯 가지의 인도 태평양 종들은 Dentex Hypselosomus라는 집합체가 있지만, 따로 속(屬)으로 구분되진 않는다. Fishes of the World에서는 이 황돔속을 도미목의 도미과로 분류한다. 어느 학자들은 이 속을 따로 Denticinae아과로 분류하나, Fishes of the world에서는 인정하지 않는다.
Dentex는 "큰 이빨을 가지다"란 뜻이다. 린네(Linnæus)의 Sparus Dentex와 동명이고, 턱 안에 있는 큰 이빨을 언급한 것이다.

## 하위 종
이것은 현재 발견된 모든 14종의 목록이다.
- Dentex abei Iwatsuki, Akazaki & Taniguchi, 2007 (Yellowfin seabream)
- Dentex angolensis Poll & Maul, 1953 (Angolan dentex)
- Dentex barnardi Cadenat, 1970 (Barnard's dentex)
- Dentex canariensis Steindachner, 1881 (Canary dentex)
- Dentex carpenteri Iwatsuki, S. J. Newman & B. C. Russell, 2015 (Yellow snout seabream)
- Dentex congoensis Poll, 1954 (Congo dentex)
- Dentex dentex (Linnaeus, 1758) (Common dentex)
- Dentex fourmanoiri Akazaki & Séret, 1999 (Fourmanoir's seabream)
- Dentex gibbosus (Rafinesque, 1810) (Pink dentex)
- Dentex hypselosomus Bleeker, 1854 (Yellowback seabream)
- Dentex macrophthalmus (Bloch, 1791) (Large-eye dentex)
- Dentex maroccanus Valenciennes, 1830 (Morocco dentex)
- Dentex spariformis

일반적으로 에오세기 화석 종 Dentex laekeniensis는 Ctenodentex라는 속에 분류한다.

## 특성과 형태
황돔속 바다 도미류는 유럽부터 나미비아까지의 동쪽 대서양과 일본 남쪽부터 호주까지의 서부 태평양에서 찾을 수 있다.
황돔속 바다도미는 위턱과 아래턱 사이에 뾰족한 원뿔 모양의 연속된 이빨을 가진 도미과의 물고기이다. 이들의 이빨은 송곳니 모양의 이빨이 많고 어금니 같은 이는 아예 없다. 는 사이에 있는 비늘은 안와(眼窩)까지 늘어서 있다. Preoperculum(볼과 아가미 사이에 있는 뼈)에 있는 플랜지가 완전히 앞쪽 비늘을 감싸고 있다.
제일 큰 종은 Dentex Gibbosus로 최대 길이가 106cm(42in)인 것에 반하여 제일 작은 종은 Dentex Fourmanoiri로 최대 표준 길이가 21.5cm(8.5in)이다.